# Mala Rakovica
 Mala Rakovica  falu Horvátországban Zágráb megyében. Közigazgatásilag Szamoborhoz tartozik.

## Fekvése
Zágrábtól 20 km-re nyugatra, községközpontjától 1 km-re délre a Zsumberk-Szamobori-hegység keleti lábánál fekszik.

## Története
A falunak 1857-ben 142, 1910-ben 373 lakosa volt. Trianon előtt Zágráb vármegye Szamobori járásához tartozott. 2011-ben 504 lakosa volt.

## Lakosság
| Lakosság változása | Lakosság változása | Lakosság változása | Lakosság változása | Lakosság változása | Lakosság változása | Lakosság változása | Lakosság változása | Lakosság változása | Lakosság változása | Lakosság változása | Lakosság változása | Lakosság változása | Lakosság változása | Lakosság változása | Lakosság változása |
| ------------------ | ------------------ | ------------------ | ------------------ | ------------------ | ------------------ | ------------------ | ------------------ | ------------------ | ------------------ | ------------------ | ------------------ | ------------------ | ------------------ | ------------------ | ------------------ |
| 1857               | 1869               | 1880               | 1890               | 1900               | 1910               | 1921               | 1931               | 1948               | 1953               | 1961               | 1971               | 1981               | 1991               | 2001               | 2011               |
| 142                | 276                | 310                | 369                | 350                | 373                | 322                | 409                | 443                | 445                | 507                | 534                | 574                | 585                | 655                | 504                |

## Külső hivatkozások
- Szamobor hivatalos oldala
- A Szutlamente és a Zsumberki régió turisztikai honlapja
- Szamobor város turisztikai egyesületének honlapja